# Masséna (metrostation)
Masséna is een metrostation aan lijn A van de metro van Lyon, onder de Cours Vitton in het 6e arrondissement van de Franse stad Lyon. Dit metrostation is geopend op 2 mei 1978, toen lijn A in gebruik werd genomen. Masséna was het eerste station dat met automatische toegangspoortjes uit werd gerust, in 2005. De twee perrons liggen direct onder straatniveau en hebben ieder een aparte ingang.
Het station bedient de wijk Brotteaux, een woonwijk van de gegoede burgerij. Parc de la Tête d'Or, het stadspark van Lyon, is gemakkelijk te voet te bereiken vanaf Masséna.